# Dicranota (Rhaphidolabis) tumidosa
Dicranota (Rhaphidolabis) tumidosa is een tweevleugelige uit de familie Pediciidae. De soort komt voor in het Palearctisch en Oriëntaals gebied.